# Benjamin Harrison Eaton
Benjamin Harrison Eaton, född 15 december 1833 i Coshocton, Ohio, död 29 oktober 1904 i Greeley, Colorado, var en amerikansk republikansk politiker. Han var guvernör i delstaten Colorado 1885–1887.
Eaton gick i skola i Ohio och arbetade sedan som lärare först i Ohio och därefter i Iowa. Han tjänstgjorde i Kit Carsons regemente under amerikanska inbördeskriget. Efter kriget bosatte han sig i Fort Collins där han arbetade som fredsdomare och var aktiv frimurare.
Eaton var verksam inom olika näringsgrenar i Colorado och var bakom flera kanalbyggen. Han efterträdde 1885 James Benton Grant som guvernör och efterträddes 1887 av Alva Adams.
Metodisten Greeley gravsattes på Linn Grove Cemetery i Greeley.